# Ethelurgus nevadensis
Ethelurgus nevadensis là một loài tò vò trong họ Ichneumonidae.